# Повстання Глинського
Повста́ння Миха́йла Гли́нського — виступ групи князів під керівництвом Михайла Львовича Глинського в 1508 році, що став підсумком боротьби за владу між двома угрупованнями знаті в Великому князівстві Литовському в останні роки князювання Олександра Ягеллончика. Безпосередньою причиною початку заколоту послужило те, що новий великий князь литовський Сигізмунд I під впливом чуток, розповсюджуваних особистим ворогом Глинського Яном Заберезинським, відсторонив Михайла від займаних ним посад. Після невдачі мирного вирішення справи в суді Глинський і його прихильники, якими переважно були члени клану Глинських, підняли повстання. Імовірною ціллю Глинського було відокремлення руських (українських, білоруських) земель в окрему державу з військовою поміччю Великого князівства Московського та Кримського ханства. Через деякий час заколотники перейшли на службу до великого князя московського Василя III, тим самим змінивши суть виступу, перетворивши його в частину московсько-литовської війни 1507–1508 років. Загальний неуспіх дій бунтівників і московських військ призвів до того, що згідно з мирним договором, Глинські та їх прихильники отримали право виїхати до Москви з усім рухомим майном, але їх великі володіння були конфісковані.

## Михайло Львович Глинський. І повстання 1508 р
Михайло Глинський походив з маловідомого князівського роду з земель давньої Переяславщини. Глинські виводили свій рід од потомка Мамая, який прийшов у Литовсько-Руську державу за часів Вітовта і, охрестившись, отримав у володіння маєтки в Подніпров'ї, в тому числі Глинськ.
Виїхавши на Захід замолоду, Михайло Глинський тривалий час перебував при дворі цісаря Максимільяна, також служив при дворі саксонського курфюрста Альбрехта. До Литовсько-Руської держави цей «великих здібностей і високої вдачі чоловік» (як характеризує Глинського поляк-сучасник) повернувся в останніх роках XV ст. Тут Глинський одразу став улюбленцем в. князя Олександра. В 1499 р. Глинський дістав уряд «маршалка дворного». Незважаючи на перехід у католицтво, Михайло Глинський скоро здобув прихильність руських (українських та білоруських) панів Великого князівства. Користуючись своїм впливом в державі, Глинський пороздавав уряди представникам руської знаті, насамперед своїм своякам, так: один брат Михайла Іван дістав маршалківство, другий брат Василь — староство Берестейське тощо. Цим Глинський не тільки здобув популярність серед Руси, але і нажив ворогів серед Литви. На чолі опозиції до Глинського став литовський пан Ян Заберезинский, маршалок земський і воєвода троцький.
У 1506 р. сильно захворів король, в. князь Олександр. По Литві пішла чутка, що Михайло Глинський отруїв Олександра і що, опираючись на Русь, маршалок великокняжого двору планує захопити Велике князівство. В той же час в землі Литовсько-Руської держави напало велике татарське військо. Назустріч татарам з військом вийшли гетьман Кишка і Глинський. Кишка у дорозі захворів і командування перейшло до Глинського. Під Клецьком Глинський розгромив татар. А через два тижні помер в. князь Олександр. Литовські пани, побоюючись, що Глинський, маючи при собі військо, спробує здобути великокняжий стіл, проголосили великим князем Жиґимонта, сина Казимира Ягеллончика. Глинський же одним з перших присягнув на вірність Жиґимонту.
Але ця лояльність Глинського не врятувала. Жиґимонт відібрав у нього маршалківський уряд і держави, його брата Івана перевів з Київського воєводства на нижче рангом Новгородське воєводство. До того ж ще й Заберезинский звинуватив Глинського у державній зраді та в намаганні дістати великокняжий стіл. Глинський з цього приводу вимагав суду, але дарма. Тож Михайло від'їхав у свої туровські маєтки, де почав готуватися до повстання.

### Змова і повстання
Літом 1507 р. Михайло Глинський зав'язав зносини з московським великим князем і кримським ханом. Восени того ж року до границі Литовсько-Руської держави наблизилось московське військо. Хоча похід військ Василія III був невдалим, він став сигналом Глинському для відкритого виступу.
2 лютого 1508 р. Михайло Глинський здійснив наїзд на двір свого ворога Яна Заберезинского під Городном, схопив і вбив його. З цього почалося повстання. В Новгородку Михайло зібрав нараду, на якій було рішено захопити Вільно. Та литовські пани вчасно підготувалися до оборони столиці і цей план довелося одкинути. Тоді Михайло Глинський напав на Ковенський замок та спробував визволити ув'язненого там хана Золотої орди Ших-Ахмата [Ших-Ахмат був ворогом кримського хана Менґлї-ґерая і можливо у Глинського з цього приводу була якась домовленість з Менґлї-ґераєм, або ж Глинський просто планував використати Ших-Ахмата у переговорах з кримським ханом]. Ковенська залога оборонилася, Глинський одступив.
Дальше бунтівні магнати намагалися підняти руську знать. Михайло Глинський підняв повстання на своїй Туровщині і захопив сусідній Мозир, але не зміг взяти Слуцьк та Мінськ. Брат Михайла Василь рушив у Київську землю і обложив Житомир та Овруч. Стрийковський пише, що «Василь Глинський намовляв руську шляхту й бояр, аби добровільно пристали до його брата, що постановив — і в тім йому поможе Бог, що на те його подвигнув! — відібрати в. князівство з рук Литви й вернути Руси, як перед тим бувало споконвіку, та відновити Київську державу; тими обіцянками він звів дуже багато київських бояр, так що декотрі йому й присягали». Джерела не повідомляють, чи піддались Василю Глинському якісь городи на Київщині, та схоже цей задум Глинських не був здійснений.
Головну ж вагу Глинський покладав на закордонну допомогу. У Мозирі Глинський зустрівся з московським послом Ґубой-Моклоковим, скоро до Глинського приєдналося і московське військо на чолі з Остафієм Дашковичем. Тож князі Глинські знову взяли в облогу Мінськ, також послали загони воювати інші землі Великого князівства, так що окремі ватаги доходили до самого Вільна. На весну 1508 р. московський великий князь вислав нові полки на Литву у напрямку Смоленська та Полоцька. Кримський хан також збирався в похід (зрештою Менґлї-ґерай вислав військо на Київщину коли повстання було вже в завершальній фазі). З Кракова вирушив і король, в. князь Жиґимонт з військом. Під Новгородком Жиґимонт об'єднав польське військо з литовським, яке мобілізував гетьман Костянтин Острозький, і рушив на повстанців. Глинський, дізнавшись про наближення польсько-литовського війська, покинув облогу Мінська і пішов до московського війська, що стояло під Оршею. Війська Глинського та московські полки перебрались через Дніпро та одступали на схід, але Жиґимонт пішов за ними та погромив. У липні 1508 р. Михайло Глинський утік до Москви.
Доля Михайла Глинського у Московському князівстві склалася трагічно. Очевидно, не без участі Глинського у 1512 р. почалася війна між Великим князівством Московським і Великим князівством Литовським, яка тривала до 1522 р. Під час війни з Литвою, як оповідає Герберштайн, Глинський просив московського великого князя надати йому у володіння завойовану Смоленську землю — та був тільки висміяний Василієм за надмірну честолюбність. В 1514 р. Глинський рішився на повернення до Литви. Московський князь дізнався про цей намір і наказав ув'язнити Глинського. У темниці Михайло просидів до 1526 р. Після смерті в. князя Василія III (1530 р.), Глинський брав участь у політичній боротьбі в Московському князівстві. У 1534 р. був вдруге ув'язнений. Того ж року Михайло Глинський помер.

## Значення повстання
Повстання Михайла Глинського було останньою конвульсією руської знаті в польсько-литовській монархії перед остаточним поглинанням цього суспільного елементу польською та литовською знаттю, що сталося після Люблінської унії.